# Референдумы в Швейцарии
Референдум — это голосование граждан, посредством которого принимается решение по вопросу государственной важности или местного самоуправления. Наряду с выборами, референдумы — одна из важнейших форм прямой демократии. В разделе Конституции Швейцарии «Федеральные органы власти» определено, что «высшей законодательной властью» в Швейцарской Конфедерации обладает народ, выражающий свою волю посредством всенародных голосований-референдумов. Отсюда берёт начало прямая демократия. На референдумы выносятся предложения по изменению и дополнению Конституции, принятые парламентом законы, а также международные договоры и соглашения, заключённые правительством, и другие важные вопросы. Правительство предоставляет народу подготовленные проекты законов. Если речь идёт об изменении Конституции или о вступлении Швейцарии в какую-либо международную организацию, то проводится обязательное голосование (обязательный референдум), и тогда отпадает необходимость в сборе подписей. Как правило, швейцарцы голосуют четыре раза в году (в одно из воскресений марта, июня, сентября и декабря).
Референдумы Швейцарии зародились в кантонах, которые выступили первыми против правительств, рассматривающих свободу как одну из привилегий, а не изначальное право любого гражданина. В начале XIX века в Швейцарии состоялся первый общенациональный референдум, который был связан с принятием второй Конституции Гельветики от 25 мая 1802 года. Конституция 1874 года чётко определила роль референдумов в политической системе страны. Швейцарцы участвуют в законотворчестве и управлении государством в ходе обсуждения широкого круга вопросов, выдвинутых на референдумы.
С 1848 года в Швейцарии прошло очень много референдумов на федеральном уровне. Из 521 референдумов, в 216 случаях предметом голосования являлась ревизия Конституции и, в 148 случаях принятие законопроекта или одобрение какого-либо договора. По вопросам ревизии Конституции изменения принимались в 156 случаях, а в 60 — отклонялись. На законодательных и конвенционных референдумах граждане страны давали положительный ответ в 77 случаях, отрицательный — в 71.
К народной инициативе в Швейцарии с конца XIX века прибегали более 200 раз. В 159 случаях инициатива выдвигалась на референдум, в 14 случаях решение населения было утвердительным, в 144 — отрицательным. Около 70 из них были отозваны (в основном из-за того, что власти страны «ответили» на вопросы «инициаторов»), и около 15 инициатив находятся на рассмотрении.

## Условия проведения референдумов
Согласно Конституции Швейцарии от 18 апреля 1999 года (которая также была принята на общенародном референдуме), 100 000 граждан Швейцарии могут инициировать полный пересмотр Союзной Конституции. Ставится условие вынесения этого требования на голосование народа. Для частичного пересмотра Конституции необходимо собрать подписи также 100 000 избирателей, причём народная инициатива частичного пересмотра Конституции может иметь форму как общего предложения, так и разработанного проекта. Согласно 139 статье Конституции, «Если инициатива нарушает единство формы, единство материи или обязывающие положения международного права, Федеральное собрание объявляет её полностью или частично недействительной».
При выдвижении инициативы пересмотра Конституции в форме общего предложения, есть два варианта. Если парламент согласен с идеей пересмотра основного закона страны, он разрабатывает проект частичного пересмотра в духе инициативы и выносит его на голосование народа и кантонов. В том случае, когда Союзное Собрание отклоняет инициативу, то население страны получает право высказаться «за» или «против» изменения Конституции. При поддержке инициативы, Союзное Собрание разрабатывает проект новой Конституции.
Инициатива в форме разработанного проекта выносится на голосование народа и кантонов. Парламент страны в этом случае имеет право рекомендовать принять или отклонить инициативу. Если он «агитирует» за отклонение предложенного проекта, то он может предоставить альтернативный проект нового Основного Закона. В данной ситуации население и кантоны голосуют одновременно и по инициативе, и по альтернативному проекту.
Вопросы изменения Союзной Конституции, вступления в организации коллективной безопасности, а также в наднациональные сообщества подлежат вынесению на обязательный референдум народа и кантонов. Кроме того, на обязательный референдум народа и кантонов выносятся «объявленные срочными союзные законы, которые не имеют конституционного основания и срок действия которых превышает один год». Согласно Конституции страны, эти союзные законы в течение одного года после их принятия Союзным Собранием подлежат вынесению на голосование.
Отдельно на голосование народа (обязательный референдум) выносятся народные инициативы полного пересмотра Союзной конституции, народные инициативы частичного пересмотра Союзной конституции в форме общего предложения, которые отклонены Союзным Собранием, вопрос о том, следует ли проводить полный пересмотр Союзной конституции, если между обоими Советами имеются расхождения.
В стране существует и факультативный референдум. Принятие или изменение следующих типов законов выносится на референдум по требованию 50 000 граждан или 8 кантонов: союзные законы; объявленные срочными союзные законы, срок действия которых превышает один год; федеральные решения. Также на референдум могут быть вынесены международно-правовые договоры, которые являются бессрочными и нерасторжимыми; предусматривают вступление в международную организацию; вводят многостороннюю унификацию права. На факультативный референдум парламентом могут выноситься и другие международно-правовые договоры.
При народных референдумах для принятия тех или иных проектов необходимо согласие большинства голосующих. При референдумах народа и кантонов необходимо согласие как большинства народа, так и кантонов (голос кантона — это результат народного голосования в данном кантоне; при этом полукантоны (Обвальден, Нидвальден, Базель-Штадт, Базель-Ланд, Аппенцелль-Ауссерроден, Аппенцелль-Иннерроден) имеют по половине голоса кантона.